# Ackerstraße 8, 10 (Morsleben)

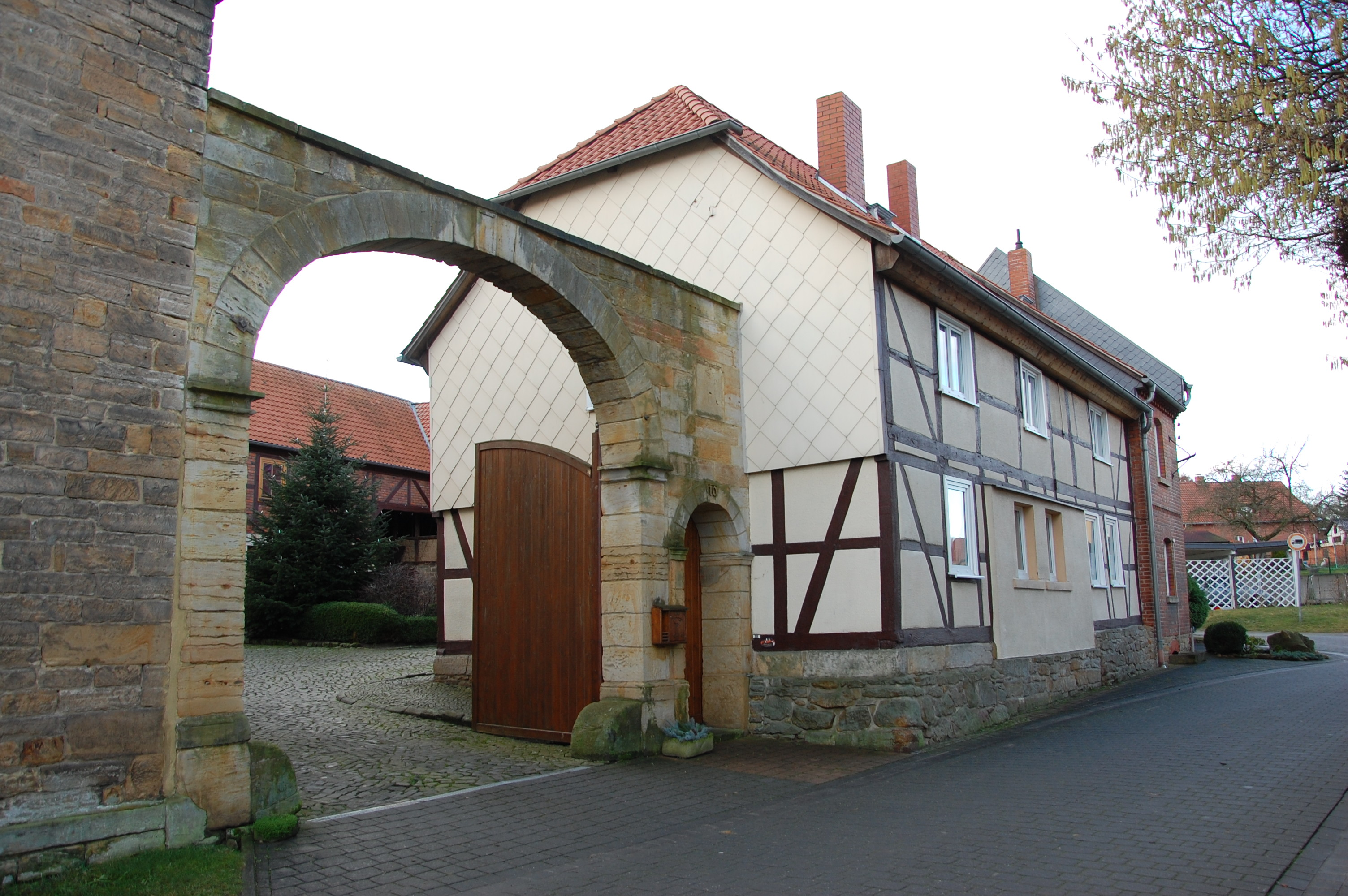
Ackerstraße 8, 10

Die Gebäude Ackerstraße 8, 10 sind eine denkmalgeschützte Häusergruppe in Morsleben in Sachsen-Anhalt.

## Lage
Die Häusergruppe befindet sich auf der Südseite der Ackerstraße am südlichen Dorfrand. In der Vergangenheit bestand die Adressierung Ackerstraße 31, 32.

## Architektur und Geschichte
Zur Häusergruppe gehören zwei aneinander grenzende Bauernhöfe. Die jeweiligen Wohnhäuser sind traufständig zur Straße hin angeordnet. Das verputzte Wohnhaus des westlicher gelegenen Hofs Ackerstraße 8 stammt von 1850. Die Scheunen entstanden 1890.
Das Wohnhaus des Hofs Ackerstraße 10 ist älter und stammt bereits aus dem späten 18. Jahrhundert. Es wurde in Fachwerkbauweise errichtet. Der große Torbogen des Gehöfts ist auf das Jahr 1862 datiert.
Die das Straßenbild prägende Häusergruppe mit ihren architektonischen Details, wie den Torbögen, gilt als typisches Beispiel für die ländliche Architektur zwischen 1750 und 1890.
Im örtlichen Denkmalverzeichnis ist die Häusergruppe unter der Erfassungsnummer :094 84160  als Denkmalbereich verzeichnet.